# Crunchyroll Anime Awards
O Crunchyroll Anime Awards são prêmios dados anualmente pelo serviço de streaming de anime Crunchyroll para reconhecer os melhores animes do ano anterior. Anunciado em dezembro de 2016, os prêmios foram apresentados pela primeira vez em janeiro de 2017. A Crunchyroll descreve como um evento global que "celebra os animes, personagens e artistas amados por fãs do mundo todo."

## Processo
Os indicados são selecionados pelos jurados do Anime Awards, experts da indústria, selecionados à dedo por sua reputação, credibilidade e experiência. Cada um recebe uma lista de potenciais indicados para cada categoria, que é filtrada através de duas etapas de votação até sobrarem apenas seis indicados finais.
A partir da edição 2021, os indicados foram anunciados no primeiro dia de período da votação, onde o público votou em cada categoria uma vez por dia em um intervalo de uma semana. Os vencedores de cada é escolhido pelo maior número de votos, os jurados compõem 70%, enquanto o voto do público compõe 30% da nota total.

## Categorias
- Anime do ano (desde 2017)
- Melhor Protagonista (desde 2017)
- Melhor Antagonista (desde 2017)
- Best Boy (desde 2017)
- Best Girl (desde 2017)
- Melhor Abertura (desde 2017)
- Melhor Encerramento (desde 2017)
- Melhor Animação (desde 2017)
- Melhor Drama (desde 2017)
- Melhor Comédia (desde 2017)
- Melhor Ação (desde 2017-2018; 2022)
- Melhor Trilha-Sonora (desde 2018)
- Melhor Filme (desde 2018)
- Melhor Diretor (desde 2019)
- Melhor Design de Personagens (desde 2019)
- Melhor Cena de Luta (desde 2019)
- Melhor Performance (JP) (desde 2019)
- Melhor Performance (EN) (desde 2019)
- Melhor Fantasia (desde 2020)
- Melhor anime de Romance (desde 2022)
- Melhor Performance (PT) (desde 2022)
- Melhor Performance (LA) (desde 2022)
- Melhor Performance (SP) (desde 2022)
- Melhor Performance (FR) (desde 2022)
- Melhor Performance (DE) (desde 2022)
- Melhor Performance (RU) (desde 2022)

As categorias "Melhor Protagonista" e "Melhor Antagonista" eram chamados, respectivamente, "Herói do Ano" e "Vilão do Ano", em 2017, "Melhor Herói" e "Melhor Vilão", em 2018. A categoria "Melhor performance" anteriormente era chamado de "Melhor dublador(a)".
O prêmio de "Melhor Casal" foi concedido pela primeira vez em 2017, interrompido brevemente por dois anos até a edição de 2020 e interrompido novamente em 2022. Os prêmios de "Melhor Trilha Sonora", "Melhor Comédia" e "Melhor Drama" não foram dados na edição de 2019. O prêmio de "Melhor Cena de Luta" não foi concedido em 2018. A categoria "Melhor Filme" esteve presente entre os anos de 2018 e 2019, retornando em 2022.

### Não vigentes
- Cena mais comovente (2017)
- Melhor série continuada (2018-2019)
- Melhor CG (2018)
- Melhor Slice-of-Life (2018)
- Melhor mangá (2018)
- Melhor Casal (2017-2018; 2020-2021)

### Especial
- Prêmio Ícone da Indústria (2018-2020)
- Melhor dublagem (PT) (2021)

Em 2021 o premio de melhor dublador português, foi feito por meio de uma enquete, e alguns dias depois foram divulgado os seis dubladores brasileiros mais votados, o(a) vencedor(a) foi anunciado durante a transmissão do evento no canal Loading.

## Edições
O Crunchyroll Anime Awards celebra os melhores animes do ano passado, a edição 2017 é intitulada "Crunchyroll Anime Awards 2016" no ano de 2018 chamava-se "Crunchyroll Anime Awrds 2017", a partir do ano de 2019 a premiação recebeu a nomeação com o ano em que é feita a divulgação e votação dos indicados. 

### 2017
Intitulado "Crunchyroll Anime Awards 2016", a votação foi realizada entre os dias 3 a 10 de janeiro de 2017. Os resultados foram anunciados no dia 11 de janeiro, com exceção do prêmio "Anime do Ano", que foi divulgado no dia 28 de janeiro de 2017. Com mais de 1,8 milhão de votos de todo o mundo foram enviados.
Koutetsujou no Kabaneri dominou a lista de nomeados, com um total de nove nomeações, incluindo o Anime do Ano. No entanto, Yuri on Ice ganhou todas as suas sete nomeações, incluindo o Anime do Ano.
| Indicados e Vencedores | Indicados e Vencedores |
| --- | --- |
| ANIME DO ANO Yuri on Ice — MAPPA - Descending Stories: Showa Genroku Rakugo Shinju — Studio Deen - Erased — A-1 Pictures - Joker Game — Production I.G - Kabaneri of the Iron Fortress — Wit Studio - Kiznaiver — Studio Trigger - Mob Psycho 100 — Bones - My Hero Academia — Bones - Re:Zero − Starting Life in Another World — White Fox | MELHOR DRAMA Erased — A-1 Pictures - Descending Stories: Showa Genroku Rakugo Shinju — Studio Deen - Joker Game — Production I.G - Kiznaiver — Studio Trigger - "Outro" mais indicado: Orange — TMS Entertainment |
| HERÓI DO ANO Izuku "Deku" Midoriya — My Hero Academia - Mob — Mob Psycho 100 - Mumei — Kabaneri of the Iron Fortress - Satoru Fujinuma — Erased - "Outro" mais indicado: Josuke Higashikata — JoJo's Bizarre Adventure: Diamond Is Unbreakable                                                                                              | VILÃO DO ANO Gaku Yashiro — Erased - Biba — Kabaneri of the Iron Fortress - Tomura Shigaraki — My Hero Academia - Yoshikage Kira — JoJo's Bizarre Adventure: Diamond Is Unbreakable - "Outro" mais indicado: Betelgeuse — Re:Zero − Starting Life in Another World |
| BEST BOY Yuri Katsuki — Yuri on Ice - Arataka Reigen — Mob Psycho 100 - Izuku "Deku" Midoriya — My Hero Academia - Yakumo Yuurakutei — Descending Stories: Showa Genroku Rakugo Shinju - "Outro" mais indicado: Josuke Higashikata — JoJo's Bizarre Adventure: Diamond Is Unbreakable                                                       | BEST GIRL Rem — Re:Zero − Starting Life in Another World - Mumei — Kabaneri of the Iron Fortress - Nico Niiyama — Kiznaiver - Ochako Uraraka — "My Hero Academia" - "Outra" mais indicada: Megumin — KonoSuba |
| MELHOR ABERTURA Dean Fujioka – "History Maker" — Yuri on Ice - Mob Choir – "99" — Mob Psycho 100 - Egoist – "Kabaneri of the Iron Fortress" — Kabaneri of the Iron Fortress - Megumi Hayashibara – "Usurai Shinjū" — Descending Stories: Showa Genroku Rakugo Shinju - "Outro" mais indicado: Asian Kung-Fu Generation – "Re:Re:" — Erased  | MELHOR ENCERRAMENTO Wataru Hatano – "You Only Live Once" — Yuri on Ice - Aimer feat. chelly from Egoist – "ninelie" — Kabaneri of the Iron Fortress - TeddyLoid feat. Bonjour Suzuki – "Pipo Password" — Space Patrol Luluco - ALL OFF – "Refrain Boy" — Mob Psycho 100 - "Outro" mais indicado: Myth & Roid – "Styx Helix" — Re:Zero − Starting Life in Another World |
| MELHOR ANIMAÇÃO Yuri on Ice — MAPPA - Flip Flappers — Studio 3Hz - Kabaneri of the Iron Fortress — Wit Studio - Mob Psycho 100 — Bones - "Outro" mais indicado: Re:Zero − Starting Life in Another World — White Fox | MELHOR CENA DE LUTA Shigeo vs. Koyama — Mob Psycho 100 - Altland vs. Moss — Mobile Suit Gundam: Iron-Blooded Orphans - Deku vs. Kacchan — My Hero Academia - Mumei vs. Kabane — Kabaneri of the Iron Fortress - "Outro" mais indicado: Naruto vs. Sasuke — Naruto Shippuden                                                                                            |
| MELHOR COMÉDIA - Haven't You Heard? I'm Sakamoto — Studio Deen - Keijo — Xebec - KonoSuba — Studio Deen - Space Patrol Luluco — Studio Trigger - "Outro" mais indicado: Nanbaka — Satelight | MELHOR CASAL - Yuri e Victor — Yuri on Ice - Luluco e Nova — Space Patrol Luluco - Katsuhira e Sonozaki — Kiznaiver - Satoru e Kayo — Erased - "Outro" mais indicado: Subaru e Rem — Re:Zero − Starting Life in Another World |
| MELHOR AÇÃO Mob Psycho 100 — Bones - My Hero Academia — Bones - Drifters — Hoods Entertainment - Kabaneri of the Iron Fortress — Wit Studio - "Outro" mais indicado: JoJo's Bizarre Adventure: Diamond is Unbreakable — David Production | CENA MAIS COMOVENTE "O Beijo" — Yuri on Ice - - "O primeiro café da manhã caseiro da Kayo" — Erased - "Kakeru e Suwa aprendem a entender um ao outro" — Orange - "Makoto voa sobre a sua nova casa" — Flying Witch - "Outro" mais indicado: "Confição da Rem" — Re:Zero − Starting Life in Another World                                                               |

| Indicações | Anime                                                |
| ---------- | ---------------------------------------------------- |
| 9          | Koutetsujou no Kabaneri                              |
| 8          | Mob Psycho 100                                       |
| 7          | Boku no Hero Academia                                |
| 7          | Yuri on Ice                                          |
| 6          | Boku Dake ga Inai Machi                              |
| 4          | Shouwa Genroku Rakugo Shinjuu: Sukeroku Futatabi-hen |
| 4          | Kiznaiver                                            |
| 3          | Uchū Patrol Luluco                                   |
| 2          | Joker Game                                           |
| 2          | Re: Zero                                             |

| Prêmios | Anime                   |
| ------- | ----------------------- |
| 7       | Yuri on Ice             |
| 2       | Boku Dake ga Inai Machi |
| 2       | Mob Psycho 100          |

### 2018
Chamado "Crunchyroll Anime Awards 2017" a votação foi feita entre 22 a 28 de janeiro 2018, os vencedores foram anunciados em 24 de Fevereiro de 2018. Os prémios tiveram algumas alterações, como seis nomeações por categoria e a adição de novas divisões, como de melhor filme e melhor mangá do ano 2017. O evento teve um total de 2,1 milhões de votos. Os prêmios foram apresentados em um evento ao vivo, no Teatro Ricardo Montalbana, em Los Angeles, por Anthony Carboni e Erika Ishii.
A segunda temporada de Boku no Hero Academia recebeu dez nomeações, ganhando em sete categorias. Made in Abyss ganhou o prêmio Anime do Ano.
O Prêmio Ícone da Indústria foi dado ao dublador Christopher Sabat por seus trabalhos de voz em inglês nos animes Dragon Ball como Vegeta e Piccolo também All Might de My Hero Academia.
| Indicados e Vencedores | Indicados e Vencedores |
| --- | --- |
| ANIME DO ANO "Made in Abyss" — Kinema Citrus - "Descending Stories: Showa Genroku Rakugo Shinju" — Studio Deen 2ª temporada - "Land of the Lustrous" — Orange - "Little Witch Academia" — Studio Trigger - "March Comes in Like a Lion" — Shaft - "My Hero Academia" — Bones 2ª temporada | MELHOR DRAMA "The Ancient Magus' Bride" — Wit Studio - "ACCA: 13-Territory Inspection Dept." — Madhouse - "Descending Stories: Showa Genroku Rakugo Shinju" — Studio Deen 2ª temporada - "Made in Abyss" — Kinema Citrus - "March Comes in Like a Lion" — Shaft 2ª temporada - "Scum's Wish" — Lerche |
| MELHOR HERÓI Izuku "Deku" Midoriya — "My Hero Academia" - Atsuko "Akko" Kagari — "Little Witch Academia" - Chise Hatori — "The Ancient Magus' Bride" - Gin Minowa — "Yuki Yuna is a Hero" - Kukuri — "Magical Circle Guru Guru" - Nanachi — "Made in Abyss" | MELHOR VILÃO Stain — "My Hero Academia" - Bondrewd — "Made in Abyss" - Cartaphilus — "The Ancient Magus' Bride" - Hiro Shishigami — "Inuyashiki" - Tanya Degurechaff — "Saga of Tanya the Evil" - Usagi — "Juni Taisen: Zodiac War" |
| BEST BOY Shoto Todoroki — "My Hero Academia" - Fafnir — "Miss Kobayashi's Dragon Maid" - Izuku "Deku" Midoriya — My Hero Academia - Kazuma — KonoSuba - Rei Kiriyama — March Comes in Like a Lion - Yakumo Yuurakutei — Descending Stories: Showa Genroku Rakugo Shinju | BEST GIRL Ochako Uraraka — "My Hero Academia" - Atsuko "Akko" Kagari — "Little Witch Academia" - Chise Hatori — "The Ancient Magus' Bride" - Moriko Morioka — "Recovery of an MMO Junkie" - Serval — "Kemono Friends" - Tsuyu Asui — "My Hero Academia" |
| MELHOR ABERTURA Kenshi Yonezu – "Peace Sign" — "My Hero Academia" 2ª temporada - JUNNA – "Here" — "The Ancient Magus' Bride" - Megumi Hayashibara – "Imawa no Shinigami" — "Descending Stories: Showa Genroku Rakugo Shinju" 2ª temporada - ONE III NOTES – "Shadow and Truth" — "ACCA: 13-Territory Inspection Dept." - Linked Horizon – "Shinzou wo Sasageyo!" — "Attack on Titan" 2ª temporada - Void_Chords feat. MARU – "The Other Side of the Wall" — "Princess Principal" | MELHOR ENCERRAMENTO Chorogonzu – "Ishukan Communication" – "Miss Kobayashi's Dragon Maid" - Karin Isobe, Yuna Yoshino e Lynn – "behind" — "Just Because!" - Yuuka Aisaka – "Hikari, Hikari" — "Recovery of an MMO Junkie" - Brian the Sun – "Kafune" — "March Comes in Like a Lion" 2ª temporada - Yuiko Ōhara– "Kirameku Hamabe" — "Land of the Lustrous" - Daoko x Yasuyuki Okamura – "Step Up LOVE" — Blood Blockade Battlefront & Beyond 2ª temporada |
| MELHOR ANIMAÇÃO "My Hero Academia — Bones 2ª temporada - "A Silent Voice" — Kyoto Animation - "Land of the Lustrous" — Orange - "Little Witch Academia" — Studio Trigger - "March Comes in Like a Lion" — Shaft 2ª temporada - "Miss Kobayashi's Dragon Maid" — Kyoto Animation | MELHOR COMÉDIA "Miss Kobayashi's Dragon Maid" — Kyoto Animation - "Gamers!" — Pine Jam - "KonoSuba" — Studio Deen 2ª temporada - "Little Witch Academia" — Studio Trigger - "Mr. Osomatsu" — Pierrot 2ª temporada - "Tsuredure Children" — Studio Gokumi |
| MELHOR TRILHA SONORA "Made in Abyss" — Kevin Penkin - ACCA: 13-Territory Inspection Dept. — Ryō Takahashi - "Land of the Lustrous" — Yoshiaki Fujisawa - "Little Witch Academia" — Michiru Ōshima - "Re:Creators" — Hiroyuki Sawano - "Maho Tsukai no Yome" — Jun'ichi Matsumoto | MELHOR AÇÃO "My Hero Academia" — Bones 2ª temporada - "Attack on Titan" — Wit Studio 2ª temporada - "Blood Blockade Battlefront & Beyond" — Bones 2ª temporada - "Fate/Apocrypha" — A-1 Pictures - "Land of the Lustrous" — Orange - "Mobile Suit Gundam: Iron-Blooded Orphans" — Sunrise 2ª temporada |
| MELHOR FILME "Your Name" — CoMix Wave Films - "A Silent Voice" — Kyoto Animation - "Fate/stay night: Heaven's Feel I. presage flower" — Ufotable - "Girls und Panzer der Film" — Actas - "In This Corner of the World" — MAPPA - "Kizumonogatari III: Reiketsu-hen" — Shaft | MELHOR SÉRIE CONTINUADA "March Comes in Like a Lion" — Shaft 2ª temporada - "All Out!!" — Madhouse/TMS Entertainment - "Case Closed" — TMS Entertainment - "Dragon Ball Super" — Toei Animation - "Mobile Suit Gundam: Iron-Blooded Orphans" — Sunrise 2ª temporada - "Naruto Shippuden" — Pierrot |
| MELHOR CG Land of the Lustrous — Orange - Attack on Titan 2ª temporada — Wit Studio - Inuyashiki — MAPPA - Kado: The Right Answer — Toei Animation - Knight's & Magic — 8-Bit - Re:Creators — Troyca | MELHOR SLICE OF LIFE Girls' Last Tour — White Fox - "Interviews with Monster Girls" — A-1 Pictures - "Kemono Friends" — Yaoyorozu - "Recovery of an MMO Junkie — Signal.MD - "Sakura Quest" — P.A. Works - "Tsuki ga Kirei" — Feel |
| MELHOR MANGÁ "My Lesbian Experience With Loneliness" — Kabi Nagata - "Delicious in Dungeon" — Ryōko Kui - "Descending Stories: Showa Genroku Rakugo Shinju" — Haruko Kumota - "Golden Kamuy" — Satoru Noda - "In This Corner of the World" — Fumiyo Kōno - "My Brother's Husband" — Gengoroh Tagame | ÍCONE DA INDÚSTRIA Christopher Sabat |

| Indicações | Anime                                               |
| ---------- | --------------------------------------------------- |
| 10         | Boku no Hero Academia 2ª temporada                  |
| 6          | Showa Genroku Rakugo Shinju 2ª temporada            |
| 6          | Houseki no Kuni                                     |
| 6          | Little Witch Academia                               |
| 6          | Sangatsu no Lion 2ª temporada                       |
| 6          | Mahoutsukai no Yume                                 |
| 5          | Made in Abyss                                       |
| 4          | Kobayashi-san Chi no Maid Dragon                    |
| 3          | ACCA 13 Ku Kansatsu Ka                              |
| 3          | Shingeki no Kyojin 2ª temporada                     |
| 3          | Net juu no Susume                                   |
| 2          | Kekkai Sensei & Beyond                              |
| 2          | Kono Sekai no Katasumi ni                           |
| 2          | Inuyashiki                                          |
| 2          | Kemono Friends                                      |
| 2          | Kono Subarashii Sekai ni Shikufuku wo! 2ª Temporada |

| Prêmios | Anime                            |
| ------- | -------------------------------- |
| 7       | Boku no Hero 2ª temporada        |
| 2       | Made in Abyss                    |
| 2       | Kobayashi-san Chi no Maid Dragon |

### 2019
A "Crunchyroll Anime Awards - Presented by Devil May Cry V" teve sua votação realizada entre os dias 11 a 18 de janeiro de 2019, os vencedores foram anunciados ao vivo na Twitch em 16 de fevereiro. O show foi apresentado pela dubladora Cristina Vee.
Megalo Box recebeu o maior número de indicações, oito ao total, seguido por Devilman Crybaby, sete,  Aggretsuko e Violet Evergarden ambos com seis. A terceira temporada de My Hero Academia conquistou quatro vitórias em suas cinco indicações, enquanto Devilman Crybaby venceu como Anime do Ano.
Masahiko Minami, produtor e presidente do estúdio Bones, recebeu o prêmio Ícone da Indústria.
| Indicados e Vencedores | Indicados e Vencedores |
| --- | --- |
| ANIME DO ANO Devilman Crybaby — Science Saru - A Place Further than the Universe — Madhouse - Megalo Box — TMS/3xCube - Violet Evergarden — Kyoto Animation - Hinamatsuri — Feel - Zombie Land Saga — MAPPA | MELHOR SÉRIE CONTINUADA Dragon Ball Super — Toei Animation - The Ancient Magus' Bride — Wit Studio - Black Clover — Pierrot - March Comes in Like a Lion — Shaft - One Piece — Toei Animation - Boruto: Naruto Next Generations — Pierrot |
| MELHOR PROTAGONISTA Rimuru Tempest — That Time I Got Reincarnated as a Slime - Retsuko — Aggretsuko - Yumeko Jabami — Kakegurui - Joe — Megalo Box - Violet Evergarden — Violet Evergarden - Sakuta Azusagawa — Rascal Does Not Dream of Bunny Girl Senpai                                                                                        | MELHOR ANTAGONISTA All For One — My Hero Academia 3ª Temporada - Ryo Asuka — Devilman Crybaby - Akane Shinjo — SSSS.Gridman - Yuri — Megalo Box - Tokushiro Tsurumi — Golden Kamuy - Momonga — Overlord III |
| BEST BOY Izuku Midoriya — My Hero Academia 3ª temporada - Kotaro Tatsumi — Zombie Land Saga - Honda-san — Skull-face Bookseller Honda-san - Sakuta Azusagawa — Rascal Does Not Dream of Bunny Girl Senpai - Haida — Aggretsuko - Joe — Megalo Box                                                                                                 | BEST GIRL Mai Sakurajima — Rascal Does Not Dream of Bunny Girl Senpai - Anzu — Hinamatsuri - Hinata Miyake — A Place Further than the Universe - Lily Hoshikawa — Zombie Land Saga - Asirpa — Golden Kamuy - Nadeshiko Kagamihara — Laid-Back Camp |
| MELHOR ABERTURA Mika Nakashima x Hyde – "Kiss of Death" — Darling in the Franxx - Sumika – "Fiction" — Wotakoi: Love is Hard for Otaku - Tia – "Deal with the Devil" — Kakegurui - Sumire Uesaka – "Pop Team Epic" — Pop Team Epic - Miura Jam – "Aggretsuko Theme" — Aggretsuko - Coda – "Fighting Gold" — JoJo's Bizarre Adventure: Golden Wind | MELHOR ENCERRAMENTO Linked Horizon – "Akatsuki no Requiem" — Attack on Titan 3ª temporada - NakamuraEmi – "Kakatte Koi yo" — Megalo Box - Aimer – "Ref:rain" — After the Rain - The Pillows – "Star Overhead" — FLCL Alternative - Starlight Kukugumi – "Fly Me to the Star" — Revue Starlight - The Pillows – "Spiky Seeds" — FLCL Progressive                                |
| MELHOR FILME My Hero Academia: Two Heroes — Bones - Night Is Short, Walk On Girl — Science SARU - Mirai of the Future — Studio Chizu - Liz and the Blue Bird — Kyoto Animation - Mazinger Z: Infinity — Toei Animation - Fireworks — Shaft | MELHOR ANIMAÇÃO Violet Evergarden — Kyoto Animation - Devilman Crybaby — Science Saru - Megalo Box — TMS/3xCube - A Place Further than the Universe — Madhouse - Bloom Into You — Troyca - My Hero Academia — Bones 3ª Temporada |
| MELHOR DESIGN DE PERSONAGENS JoJo's Bizarre Adventure: Golden Wind — David Prodution - Violet Evergarden — Kyoto Animation - Devilman Crybaby — Science Saru - Zombie Land Saga — MAPPA - Megalo Box — TMS/3xCube - Aggretsuko — Fanworks | MELHOR CENA DE LUTA All for One vs All Might —My Hero Academia 3ª Temporada - Hina vs Anzu – Hinamatsuri - Naruto e Sasuke vs Momoshiki – Boruto: Naruto Next Generations - Jiren vs Goku – Dragon Ball Super - Yami vs Licht – Black Clover - Satan vs Devilman – Devilman Crybaby                                                                                            |
| MELHOR DUBLADOR (JAPONÊS) Mamoru Miyano como Kotaro Tatsumi — Zombie Land Saga - Sōma Saitō como Honda-san — Skull-face Bookseller Honda-san - Megumi Han como Miki Makimura — Devilman Crybaby - Nao Tōyama como Rin Shima — Laid-Back Camp - Rareko como Retsuko — Aggretsuko - Reina Ueda como Akane Shinjo — SSSS.Gridman                     | MELHOR DUBLADOR (INGLÊS) Christopher Sabat como All Might — My Hero Academia 3ª temporada - Kari Wahlgren como Haruko Haruhara — FLCL Progressive - Erica Mendez como Retsuko — Aggretsuko - David Wald como Narrator — Mr. Tonegawa: Middle Management Blues - Tia Ballard como Zero Two — Darling in the Franxx - Erika Harlacher como Violet Evergarden — Violet Evergarden |
| MELHOR DIRETOR Masaaki Yuasa — Devilman Crybaby - Atsuko Ishizuka — A Place Further than the Universe - You Moriyama — Megalo Box - Yohei Suzuki — Planet With - Taichi Ishidate — Violet Evergarden - Hiroko Utsumi — Banana Fish | ÍCONE DA INDÚSTRIA Masahiko Minami |

| Indicações | Anime                                      |
| ---------- | ------------------------------------------ |
| 8          | Megalo Box                                 |
| 7          | Devilman Crybaby                           |
| 6          | Aggretsuko                                 |
| 6          | Violet Evergarden                          |
| 5          | My Hero Academia 3ª temporada              |
| 5          | Zombie Land Saga                           |
| 4          | A Place Further Than the Universe          |
| 3          | Hinamatsuri                                |
| 3          | Rascal Does Not Dream of Bunny Girl Senpai |
| 2          | Black Clover                               |
| 2          | Boruto: Naruto Next Generations            |
| 2          | DARLING in the FRANXX                      |
| 2          | Dragon Ball Super                          |
| 2          | FLCL Progressive                           |
| 2          | Golden Kamuy                               |
| 2          | JoJo’s Bizzare Adventure: Vento Áureo      |
| 2          | Kakegurui: Compulsive Gambler              |
| 2          | Laid-Back Camp                             |
| 2          | Skull-face Bookseller Honda-san            |
| 2          | SSSS.Gridman                               |

| Prêmios | Anime                         |
| ------- | ----------------------------- |
| 4       | My Hero Academia 3ª temporada |
| 2       | Devilman Crybaby              |

### 2020
A votação para "Crunchyroll Anime Awards 2020" foi realizada entre 10 a 17 de janeiro. Os resultados foram anunciados em 15 de fevereiro. O show foi apresentado pelo lutador da WWE Xavier Woods e Tim Lyu.
Carole & Tuesday, Demon Slayer: Kimetsu no Yaiba, e Vinland Saga receberam cada um nove indicações, Kimetsu no Yaiba foi o ganhador do prêmio Anime do Ano.
George Wada, produtor de animação e presidente do Wit Studio, recebeu o prêmio ícone da indústria.
| Indicados e Vencedores | Indicados e Vencedores |
| --- | --- |
| ANIME DO ANO Demon Slayer: Kimetsu no Yaiba — Ufotable - Carole & Tuesday — Bones - Mob Psycho 100 II — Bones - O Maidens in Your Savage Season — Lay-duce - The Promised Neverland — CloverWorks - Vinland Saga — Wit Studio | MELHOR DRAMA Vinland Saga — Wit Studio - Babylon — Revoroot - Carole & Tuesday — Bones - Fruits Basket — TMS/8PAN - Stars Align — 8-bit - The Promised Neverland — CloverWorks |
| MELHOR PROTAGONISTA Senku — Dr. Stone - Emma — The Promised Neverland - Hyakkimaru — Dororo - Saitama — One-Punch Man 2ª Temporada - Tanjiro Kamado — Demon Slayer: Kimetsu no Yaiba - Tohru Honda — Fruits Basket | MELHOR ANTAGONISTA Isabella — The Promised Neverland - Ai Magase — Babylon - Angela — Carole & Tuesday - Askeladd — Vinland Saga - Garou — One-Punch Man 2ª Temporada - Overhaul — My Hero Academia 4ª Temporada |
| Best Boy Tanjiro Kamado — Demon Slayer: Kimetsu no Yaiba - Bruno Bucciarati — JoJo's Bizarre Adventure: Golden Wind - Hyakkimaru — Dororo - Kanata Hoshijima — Astra Lost in Space - Naruzo Machio — How Heavy Are the Dumbbells You Lift? - Shigeo "Mob" Kageyama — Mob Psycho 100 II                                                                              | Best Girl Raphtalia — The Rising of the Shield Hero - Carole — Carole & Tuesday - Chika Fujiwara — Kaguya-sama: Love Is War - Emma — The Promised Neverland - Kohaku — Dr. Stone - Nezuko Kamado — Demon Slayer: Kimetsu no Yaiba |
| MELHOR CASAL Kaguya Shinomiya & Miyuki Shirogane — Kaguya-sama: Love Is War - Baki Hanma & Kozue Matsumoto — Baki - Mafuyu Sato & Ritsuka Uenoyama — given - Reo & Mabu — Sarazanmai - Rika Zonazaki & Shun Amagi — O Maidens in Your Savage Season - Ymir & Historia — Attack on Titan 3ª Temporada                                                                | MELHOR CENA DE LUTA Tanjiro & Nezuko vs. Rui — Demon Slayer: Kimetsu no Yaiba - Emperor Crimson vs. Metallic — JoJo's Bizarre Adventure: Golden Wind - Levi vs. Beast Titan — Attack on Titan 3ª Temporada - Mob vs. Toichiro — Mob Psycho 100 II - Thorfinn vs. Thorkell –— Vinland Saga - Ushiwakamaru vs. Tiamat — Fate/Grand Order - Absolute Demonic Front: Babylonia                                             |
| MELHOR ANIMAÇÃO Mob Psycho 100 II — Bones - Attack on Titan — Wit Studio 3ª Temporada - Demon Slayer: Kimetsu no Yaiba — Ufotable - Fate/Grand Order - Absolute Demonic Front: Babylonia — CloverWorks - Sarazanmai — MAPPA - Vinland Saga — Wit Studio | MELHOR DESIGN DE PERSONAGENS Satoshi Iwataki com design original por Hiroyuki Asada — Dororo - Tsunenori Saito com design original por Eisaku Kubonouchi — Carole & Tuesday - Yuko Iwasa — Dr. Stone - Yuko Yahiro com design original por Aka Akasaka — Kaguya-sama: Love Is War - Kayoko Ishikawa com design original por Miggy — Sarazanmai - Takahiko Abiru com design original por Makoto Yukimura — Vinland Saga |
| MELHOR COMÉDIA Kaguya-sama: Love Is War — A-1 Pictures - Aggretsuko — Fanworks 2ª Temporada - How Heavy Are the Dumbbells You Lift? — Doga Kobo - Isekai Quartet — Studio Puyukai - My Roommate Is a Cat — Zero-G - Sarazanmai — MAPPA | MELHOR FANTASIA The Promised Neverland — CloverWorks - Ascendance of a Bookworm — Ajia-do Animation Works - Astra Lost in Space — Lerche - Attack on Titan — Wit Studio 3ª Temporada - Demon Slayer: Kimetsu no Yaiba — Ufotable - Sarazanmai — MAPPA |
| MELHOR ABERTURA Mob Choir feat. Sajou no Hana – "99.9" — Mob Psycho 100 II - Nai Br.XX & Celeina Ann – "Kiss Me" — Carole & Tuesday - Minami – "Kawaki wo Ameku" — Domestic Girlfriend - Mrs. Green Apple – "Inferno" — Fire Force - UVERworld – "Touch Off" — The Promised Neverland - Survive Said The Prophet – "Mukanjyo" — Vinland Saga                        | MELHOR ENCERRAMENTO Konomi Kohara – "Chikatto Chika Chikaa♡" — Kaguya-sama: Love Is War - Nai Br.XX & Celeina Ann – "Hold Me Now "— Carole & Tuesday - amazarashi – "Sayonara Gokko" — Dororo - Keina Suda – "veil"— Fire Force - the peggies – "Stand – Me" — Sarazanmai - Aimer – "Torches" — Vinland Saga |
| MELHOR TRILHA SONORA Mocky — Carole & Tuesday - Hiroyuki Sawano — Attack on Titan 3ª Temporada - Go Shiina e Yuki Kajiura — Demon Slayer: Kimetsu no Yaiba - Tatsuya Kato, Hiroaki Tsutsumi, e Yuki Kanesaka — Dr. Stone - Yugo Kanno — JoJo's Bizarre Adventure: Golden Wind - Kevin Penkin — The Rising of the Shield Hero                                        | MELHOR DIRETOR Tetsurō Araki e Masashi Koizuka — Attack on Titan 3ª Temporada - Kiyotaka Suzuki — Babylon - Shinichirō Watanabe e Motonobu Hori — Carole & Tuesday - Yuzuru Tachikawa — Mob Psycho 100 II - Kunihiko Ikuhara — Sarazanmai - Shuhei Yabuta — Vinland Saga |
| MELHOR DUBLADOR (JAPONÊS) Yuichi Nakamura como Bruno Bucciarati — JoJo's Bizarre Adventure: Golden Wind - Mamoru Miyano como Reo Niiboshi — Sarazanmai - Saori Hayami como Shinobu Kochou — Demon Slayer: Kimetsu no Yaiba - Yukino Satsuki como Ai Magase — Babylon - Yuuko Kaida como Isabella — The Promised Neverland - Yusuke Kobayashi como Senku — Dr. Stone | MELHOR DUBLADOR (INGLÊS) Billy Kametz como Naofumi — The Rising of the Shield Hero - Kyle McCarley como Shigeo "Mob" Kageyama — Mob Psycho 100 II - Laura Bailey como Tohru Honda — Fruits Basket - Erica Mendez como Retsuko — Aggretsuko 2ª Temporada - Faye Mata como Aqua — KonoSuba: God’s Blessing on this Wonderful World! - Casey Mongillo como Shinji Ikari — Neon Genesis Evangelion                         |
| ÍCONE DA INDÚSTRIA George Wada | |

| Nomeações | Anime                                              |
| --------- | -------------------------------------------------- |
| 9         | Carole & Tuesday                                   |
| 9         | Demon Slayer: Kimetsu no Yaiba                     |
| 9         | Vinland Saga                                       |
| 8         | Sarazanmai                                         |
| 8         | The Promised Neverland                             |
| 7         | Mob Psycho 100 II                                  |
| 6         | Attack on Titan 3ª temporada                       |
| 5         | Dr. Stone                                          |
| 5         | Kaguya-sama: Love is War                           |
| 4         | Babylon                                            |
| 4         | Dororo                                             |
| 4         | JoJo’s Bizarre Adventure: Golden Wind              |
| 3         | Fruits Basket                                      |
| 3         | The Rising of the Shield Hero                      |
| 2         | Aggretsuko temporada 2                             |
| 2         | Astra Lost in Space                                |
| 2         | Fate/Grand Order Absolute Demonic Front: Babylonia |
| 2         | Fire Force                                         |
| 2         | How Heavy are the Dumbbells You Lift?              |
| 2         | O Maidens in Your Savage Season                    |
| 2         | One-Punch Man 2ª temporada                         |

| Categoria | Anime                          |
| --------- | ------------------------------ |
| 3         | Demon Slayer: Kimetsu no Yaiba |
| 3         | Kaguya-sama: Love Is War       |
| 2         | Mob Psycho 100 II              |
| 2         | The Promised Neverland         |
| 2         | The Rising of the Shield Hero  |

### 2021
Os indicados para os prêmios de 2021, chamado  "Crunchyroll Anime Awards - Presented by Princess Connect! Re:Dive", foram anunciados em 15 de janeiro e a votação foi até 22 de janeiro de 2021, A cerimônia de premiação foi transmitida ao vivo em 19 de fevereiro como um evento digital, devido a pandemia da COVID-19 a celebração foi apresentado por Tim Lyu e Crunchyroll-Hime, a mascote oficial.
Great Pretender, Jujutsu Kaisen, e Keep Your Hands Off Eizouken! cada um recebeu dez nomeações, seguido de Beastars com oito e Tower of God com sete. Jujutsu Kaisen foi o ganhador do prêmio Anime do Ano.
| Indicados e Vencedores | Indicados e Vencedores |
| --- | --- |
| ANIME DO ANO Jujutsu Kaisen — MAPPA - Appare-Ranman! — P.A. Works - Beastars — Orange - Dorohedoro — MAPPA - Great Pretender — Wit Studio - Keep Your Hands Off Eizouken! — Science Saru | MELHOR DRAMA Fruits Basket —TMS/8PAN - Beastars — Orange - Great Pretender — Wit Studio - Japan Sinks 2020 — Science Saru - Sing "Yesterday" for Me — Doga Kobo - Somali and the Forest Spirit — Satelight/HORNETS |
| MELHOR PROTAGONISTA Catarina Claes — My Next Life as a Villainess: All Routes Lead to Doom! - Anos Voldigoad — The Misfit of Demon King Academy - Midori Asakusa — Keep Your Hands Off Eizouken! - Natsume — Deca-Dence - Shoyo Hinata — Haikyu!! To the Top 4ª Temporada - Yuuji Itadori — Jujutsu Kaisen | MELHOR ANTAGONISTA Ryoumen Sukuna — Jujutsu Kaisen - Akito Soma — Fruits Basket - Echidna — Re:Zero − Starting Life in Another World - En — Dorohedoro - Overhaul — My Hero Academia 4ª temporada - Rachel — Tower of God |
| BEST BOY Shoyo Hinata — Haikyu To the Top!! 4ª Temporada - Anos Voldigoad — The Misfit of Demon King Academy - Caiman — Dorohedoro - Khun Aguero Agnes — Tower of God - Legoshi — Beastars - Satoru Gojo — Jujutsu Kaisen | BEST GIRL Kaguya Shinomiya — Kaguya-sama: Love Is War 2ª Temporada - Abigail Jones — Great Pretender - Catarina Claes — My Next Life as a Villainess: All Routes Lead to Doom! - Chizuru Mizuhara — Rent-A-Girlfriend - Noi — Dorohedoro - Sayaka Kanamori — Keep Your Hands Off Eizouken! |
| MELHOR CASAL Nasa Yuzaki & Tsukasa Yuzaki — TONIKAWA: Over The Moon For You - Catarina Claes & Maria Campbell — My Next Life as a Villainess: All Routes Lead to Doom! - Chizuru Mizuhara & Kazuya Kinoshita — Rent-A-Girlfriend - Kaguya Shinomiya & Miyuki Shirogane — Kaguya-sama: Love is War? 2ª Temporada - Kotoko Iwanaga & Kuro Sakuragawa — In/Spectre - Legoshi & Haru — Beastars                                       | MELHOR CENA DE LUTA Deku vs. Overhaul — My Hero Academia 4ª temporada - Bercouli vs. Dark God Vecta — Sword Art Online: Alicization: War of the Underworld Part 2 - Brawler vs. Master — Akudama Drive - Jin Mori vs. Han Daewi — The God of High School - Jin Mori vs. Jegal Taek — The God of High School - Satoru Gojo vs. Ryoumen Sukuna — Jujutsu Kaisen |
| MELHOR ABERTURA ALI – "Wild Side" — Beastars - Masayuki Suzuki – "DADDY! DADDY! DO! feat. Airi Suzuki" — Kaguya-sama: Love Is War 2ª Temporada - chelmico – "Easy Breezy" — Keep Your Hands Off Eizouken! - Yutaka Yamada – "G.P." — Great Pretender - Eve – "KAIKAI KITAN" — Jujutsu Kaisen - BURNOUT SYNDROMES – "PHOENIX" — Haikyu!! To the Top 4ª Temporada                                                                   | MELHOR ENCERRAMENTO ALI feat. AKLO – "LOST IN PARADISE" — Jujutsu Kaisen - (K)NoW_NAME – "D.D.D.D" — Dorohedoro - Mamoru Miyano – "Last Dance" — In/Spectre - Shin Sakura ft. AAAMY – "NIGHT RUNNING" — BNA: Brand New Animal - Freddie Mercury – "The Great Pretender" — Great Pretender - OKAMOTO'S – "Welcome My Friend" — The Millionaire Detective Balance: Unlimited                                                                                       |
| MELHOR FANTASIA Re:Zero − Starting Life in Another World — White Fox 2ª Temporada - Ascendance of a Bookworm — Ajia-do Animation Works - Deca-Dence — NUT - Dorohedoro — MAPPA - Dragon Quest: The Adventure of Dai — Toei Animation - Tower of God — Telecom Animation Film | MELHOR COMÉDIA Kaguya-sama: Love Is War — A-1 Pictures 2ª Temporada - Kakushigoto: My Dad's Secret Ambition — Ajia-do Animation Works - Keep Your Hands Off Eizouken! — Science Saru - My Next Life as a Villainess: All Routes Lead to Doom! — Silver Link - Sleepy Princess in the Demon Castle — Doga Kobo - The Misfit of Demon King Academy — Silver Link                                                                                                   |
| MELHOR ANIMAÇÃO Keep Your Hands Off Eizouken! — Science Saru - Beastars — Orange - Great Pretender — Wit Studio - Jujutsu Kaisen — MAPPA - Princess Connect! Re:Dive — CygamesPictures - The God of High School — MAPPA | MELHOR DIRETOR Masaaki Yuasa — Keep Your Hands Off Eizouken! - Hiro Kaburagi — Great Pretender - Mamoru Hatakeyama — Kaguya-sama: Love is War? 2ª Temporada - Sunghoo Park — Jujutsu Kaisen - Takashi Sano — Tower of God - Yuzuru Tachikawa — Deca-Dence |
| MELHOR TRILHA-SONORA Kevin Penkin — Tower of God - Alisa Okehazama — The God of High School - Kensuke Ushio — Japan Sinks 2020 - Oorutaichi — Keep Your Hands Off Eizouken! - Satoru Kōsaki — Beastars - Yutaka Yamada — Great Pretender | MELHOR DESIGN DE PERSONAGENS Mayuka Itou, com design original por Iro Aida — Toilet-Bound Hanako-kun - Genice Chan e Yuusuke Yoshigaki — BNA: Brand New Animal - Masashi Kudoh e Miho Tanino, com design original por SIU — Tower of God - Naoyuki Asano, com design original por Sumito Oowara — Keep Your Hands Off Eizouken! - Rumiko Takahashi e Yoshihito Hishinuma — Yashahime: Princess Half-Demon - Yoshiyuki Sadamoto e Hirotaka Katō — Great Pretender |
| MELHOR DUBLADOR (JAPONÊS) Yūsuke Kobayashi como Natsuki Subaru — Re:ZERO -Starting Life in Another World - Megumi Ogata como Hanako — Toilet-Bound Hanako-kun - Mutsumi Tamura como Sayaka Kanamori — Keep Your Hands Off Eizouken! - Riho Sugiyama como Minare Koda — Wave, Listen to Me! - Yūichi Nakamura como Satoru Gojo — Jujutsu Kaisen - Yūsuke Ōnuki como Daisuke Kambe — The Millionaire Detective - Balance: UNLIMITED | MELHOR DUBLADOR (INGLÊS) Zeno Robinson como Hawks — My Hero Academia 4ª temporada - Aaron Phillips como Laurent Thierry — Great Pretender - Anairis Quiñones como Echidna — Re:Zero − Starting Life in Another World - Crispin Freeman como Ziusudra — Fate/Grand Order - Absolute Demonic Front: Babylonia - Johnny Yong Bosch como Bam — Tower of God - Jonah Scott como Legoshi — Beastars                                                                    |
| MELHOR DUBLADOR (PORTUGUÊS) Lucas Almeida como Eren — Attack on Titan - Carol Valença como Luffy — One Piece - Charles Emmanuel como Gowther — The Seven Deadly Sins - Felipe Grinnan como Senku — Dr. Stone - Francisco Júnior como Ryomen Sukuna — Jujutsu Kaisen - Leo Rabelo como Satoru Gojo — Jujutsu Kaisen | |

| Nomeações | Anime                                                  |
| --------- | ------------------------------------------------------ |
| 12        | Jujutsu Kaisen                                         |
| 10        | Great Pretender                                        |
| 10        | Keep Your Hands Off Eizouken!                          |
| 8         | Beastars                                               |
| 7         | Tower of God                                           |
| 6         | Dorohedoro                                             |
| 5         | Kaguya-sama: Love Is War 2ª temporada                  |
| 4         | My Next Life as a Villainess: All Routes Lead to Doom! |
| 4         | Re:Zero 2ª temporada                                   |
| 3         | Deca-Dence                                             |
| 3         | The God of High School                                 |
| 3         | The Misfit of Demon King Academy                       |
| 3         | My Hero Academia 4ª temporada                          |
| 2         | BNA: Brand New Animal                                  |
| 2         | Fruits Basket                                          |
| 2         | Haikyu!! To the Top 4ª Temporada                       |
| 2         | In / Spectre                                           |
| 2         | Japão Submerso 2020                                    |
| 2         | Rent-A-Girlfriend                                      |
| 2         | The Millionaire Detective - Balance: UNLIMITED         |

| Prêmios | Anime                                  |
| ------- | -------------------------------------- |
| 3       | Jujutsu Kaisen                         |
| 2       | Kaguya-sama: Love is War? 2ª temporada |
| 2       | Keep Your Hands Off Eizouken!          |
| 2       | My Hero Academia 4ª temporada          |
| 2       | Re:Zero 2ª temporada                   |

### 2022
A 6ª premiação Crunchyroll Anime Awards concedeu os melhores animes de 2021. Esta edição contou com 26 categorias, incluindo novas categorias de performance para alemão, francês, espanhol (América Latina), espanhol (Espanha), russo. O "Melhor Romance" retornou substituindo "Melhor Casal", além da voltada das categorias de  "Melhor Ação" e "Melhor Filme". Esta edição não teve uma transmissão ao vivo.
A Crunchyroll abriu votação pública para as indicações de juízes em 14 de outubro, até 20 de outubro de 2021.  Em 16 de dezembro, a Crunchyroll revelou a lista de juízes. Dois jurados brasileiros foram aceitos e depois retirados da lista, Alexandre Esteves e Marco Abreu ambos youtubers.  Os animes indicados foram anunciados em 18 de janeiro. A votação foi aberta entre 18 a 25 de janeiro. Os vencedores foram anunciados em 9 de fevereiro.
Jujutsu Kaisen recebeu 16 indicações, com Attack on Titan: The Final Season Part 1 , Odd Taxi e Wonder Egg Priority recebendo 11, Demon Slayer teve 9 contando com o filme e a transmissão do arco do filme para TV. Attack on Titan foi o ganhador do prêmio "Anime do Ano" e Demon Slayer obteve mais prêmios.
| Indicados e Vencedores | Indicados e Vencedores |
| --- | --- |
| ANIME DO ANO Attack on Titan Final Season Part 1 — MAPPA - 86: Eighty-Six — A-1 Pictures - Jujutsu Kaisen (cour 2) — MAPPA - Ranking of Kings — Wit Studio - Sonny Boy (anime) — Madhouse | MELHOR DRAMA To Your Eternity — Brain's Base - 86: Eighty-Six — A-1 Pictures - Fruits Basket the Final Season — TMS/8PAN - Kageki Shojo!! — Pine Jam - ODDTAXI — P.I.C.S. x OLM - Wonder Egg Priority — CloverWorks |
| MELHOR PROTAGONISTA Odokawa — ODDTAXI - Eren Jaeger — Attack on Titan Final Season Part 1 - Yuji Itadori — Jujutsu Kaisen (cour 2) - Joe — MEGALOBOX 2: NOMAD - Bojji — Ranking of Kings - Ai Ohto — Wonder Egg Priority | MELHOR ANTAGONISTA Eren Jaeger — Attack on Titan Final Season Part 1 - Tomura Shigaraki — My Hero Academia Season 5 - Yano — ODDTAXI - Echidna — Re:Zero − Starting Life in Another World - Ainosuke Shindo / "ADAM" — SK8 the Infinity - Tetta Kisaki — Tokyo Revengers |
| BEST BOY Bojji — Ranking of Kings - Senku Ishigami — Dr. STONE Season 2 - Izumi Miyamura — Horimiya - Odokawa — ODDTAXI - Ken 'Draken' Ryuguji — Tokyo Revengers - Manjiro 'Mikey' Sano — Tokyo Revengers | BEST GIRL Nobara Kugisaki — Jujutsu Kaisen (cour 2) - Vladilena Milizé — 86: Eighty-Six - Tohru Honda — Fruits Basket the Final Season - Sarasa Watanabe — Kageki Shojo!! - Shoko Komi — Komi Can't Communicate - Ai Ohto — Wonder Egg Priority |
| MELHOR ABERTURA Shinsei Kamattechan — "Boku no sensou" — Attack on Titan Final Season Part 1 - YOASOBI – "Kaibutsu" — Beastars - Who-ya Extended – "VIVID VICE" — Jujutsu Kaisen (cour 2) - Fhána – "Ai no Supreme!" — Miss Kobayashi's Dragon Maid S - Skirt and PUNPEE — "ODDTAXI" — ODDTAXI - Official HIGE DANdism — "Cry Baby" — Tokyo Revengers | MELHOR ENCERRAMENTO LiSA – "Shirogane" — Demon Slayer: Kimetsu no Yaiba Mugen - Yuko Ando – "Shogeki" — Attack on Titan Final Season Part 1 - YOASOBI – "Yasashii Suisei" — Beastars - ReoNA – "Nai Nai" — Shadows House - YUURI – "Infinity" — SK8 the Infinity - Watashi (VA: Aoi Yuki) – "Ganbare! Kumoko-san no Theme" — So I'm a Spider, So What?                                                                              |
| MELHOR CENA DE LUTA Yuji Itadori & Nobara Kugisaki vs. Eso & Kechizu — Jujutsu Kaisen (cour 2) - Eren Jaeger vs. War Hammer Titan — Attack on Titan Final Season Part 1 - Naruto Uzumaki vs. Isshiki Otsutsuki — Boruto: Naruto Next Generations - Yuji Itadori & Aoi Todo vs. Hanami — Jujutsu Kaisen (cour 2) - Elma vs. Tohru — Miss Kobayashi's Dragon Maid S - Vivy vs. Yugo Kakitani — Vivy: Fluorite Eye's Song                                                                     | MELHOR ANIME DE ROMANCE Horimiya — CloverWorks - Beastars — Orange - Fruits Basket the Final Season — TMS - Don't Toy With Me, Miss Nagatoro — Telecom Animation Film - Komi Can't Communicate — OLM - The Duke of Death and His Maid — J.C.Staff |
| MELHOR FANTASIA That Time I Got Reincarnated as a Slime(Season 2) — 8-bit - Mushoku Tensei: Jobless Reincarnation (Cour 1) — Studio Bind - Ranking of Kings — Wit Studio - The Case Study of Vanitas — Bones - To Your Eternity — Brain's Base - Wonder Egg Priority — CloverWorks | MELHOR COMÉDIA Komi Can't Communicate — OLM - Don't Toy With Me, Miss Nagatoro — Telecom Animation Film - Heaven's Design Team — Asahi Production - Life Lessons with Uramichi Oniisan — Studio Blanc. - Miss Kobayashi's Dragon Maid S — Kyoto Animation - ODDTAXI — P.I.C.S. x OLM |
| MELHOR ANIMAÇÃO Demon Slayer: Kimetsu no Yaiba Mugen Train Arc — ufotable - Jujutsu Kaisen (cour 2) — MAPPA - Miss Kobayashi's Dragon Maid S — Kyoto Animation - Mushoku Tensei: Jobless Reincarnation Cour 1 — Studio Bind - Vivy: Fluorite Eye's Song — Wit Studio - Wonder Egg Priority — CloverWorks | MELHOR DIRETOR Baku Kinoshita — ODDTAXI - Yuichiro Hayashi — Attack on Titan Final Season Part 1 - Sunghoo Park — Jujutsu Kaisen (cour 2) - Yo Moriyama — MEGALOBOX 2: NOMAD - Shingo Natsume — Sonny Boy - Shin Wakabayashi — Wonder Egg Priority |
| MELHOR TRILHA-SONORA Yuki Kajiura and Go Shiina — Demon Slayer: Kimetsu no Yaiba Mugen Train Arc - Hiroyuki Sawano and Kohta Yamamoto — 86: Eighty-Six - Mabanua — MEGALOBOX 2: NOMAD - PUNPEE, VaVa, and OMSB — ODDTAXI - Satoru Kōsaki — Vivy: Fluorite Eye's Song - DÉ DÉ MOUSE and Mito — Wonder Egg Priority | MELHOR DESIGN DE PERSONAGENS Tadashi Hiramatsu — Jujutsu Kaisen (cour 2) - Baku Kinoshita and Hiromi Nakayama — ODDTAXI - Atsuko Nozaki — Ranking of Kings - Michinori Chiba — SK8 the Infinity - loundraw (FLAT STUDIO) and Yuichi Takahashi — Vivy: Fluorite Eye's Song - Saki Takahashi — Wonder Egg Priority |
| MELHOR FILME Demon Slayer -Kimetsu no Yaiba- The Movie: Mugen Train — ufotable - BELLE — Studio Chizu - Evangelion: 3.0+1.0 Thrice Upon a Time — Studio Khara - Josee, the Tiger and the Fish — Bones - Shirobako the Movie — P.A. Works - Palavras que Borbulham como Refrigerante — Signal.MD, Sublimation | MELHOR AÇÃO Jujutsu Kaisen (cour 2) — MAPPA - Attack on Titan Final Season Part 1 - Demon Slayer: Kimetsu no Yaiba Mugen Train Arc - SSSS.Dynazenon - Vivy: Fluorite Eye's Song - Wonder Egg Priority |
| MELHOR PERFORMANCE (JAPONÊS) Yuki Kaji como Eren — Attack on Titan Final Season Part 1 - Ayane Sakura como Gabi Braun — Attack on Titan Final Season Part 1 - Kiyoshi Kobayashi como Daisuke Jigen (Ep. 0) — Lupin the Third Part 6 - Natsuki Hanae como Odokawa — ODDTAXI - Aoi Yuki como Kumoko — So I'm a Spider, So What? - Kanata Aikawa como Ai Ohto — Wonder Egg Priority | MELHOR PERFORMANCE (INGLÊS) David Wald como Ainosuke Shindo / "ADAM" – Sk8 the Infinity - Brittany Cox como Fena – Fena: Pirate Princess - Laura Bailey como Tohru Honda – Fruits Basket the Final Season - Adam McArthur como Yuji Itadori – Jujutsu Kaisen (cour 2) - Matt Shipman como Reki Kyan – Sk8 the Infinity - Anairis Quiñones como Rika Kawai – Wonder Egg Priority                                                     |
| MELHOR PERFORMANCE (PORTUGUÊS) Leo Rabelo como Satoru Gojo — Jujutsu Kaisen (cour 2) - Hannah Buttel como Vladilena Milizé — 86: Eighty-Six - Amanda Brigido como Nobara Kugisaki — Jujutsu Kaisen (cour 2) - Carol Valença como Luffy — One Piece - Luísa Viotti como Echidna — Re:Zero − Starting Life in Another World - Luiz Sérgio Vieira como Takemichi Hanagaki — Tokyo Revengers                                                                                                   | MELHOR PERFORMANCE (LATINA) Irwin Daayán como Rengoku — Demon Slayer: Kimetsu no Yaiba Mugen Train Arc - José Vilchis como Spike Spiegel — Cowboy Bebop - José Gilberto Vilchis como Satoru Gojo — Jujutsu Kaisen (cour 2) - Victor Ugarte como Shinji Ikari — Evangelion: 3.0+1.0 Thrice Upon a Time - Jessica Ángeles como Kaguya Shinomiya — Kaguya-sama: Love Is War - Romina Marroquín como Kumoko — So I'm a Spider, So What? |
| MELHOR PERFORMANCE (ESPANHOL) Marcel Navarro como Tanjiro Kamado — Demon Slayer -Kimetsu no Yaiba- The Movie: Mugen Train - Bianca Rada como Tai Yagami — Digimon Adventure: Last Evolution Kizuna - Albert Trifol Segarra como Shinji Ikari — Evangelion: 3.0+1.0 Thrice Upon a Time - Adelaida López como Usagi Tsukino — Pretty Guardian Sailor Moon Eternal: The Movie - Blanca Hualde (Neri)como Brunhilde — Record of Ragnarok - Marc Zanni como Tatsu — The Way of the Househusband | MELHOR PERFORMANCE (FRANCÊS) Enzo Ratsito como Tanjiro Kamado — Demon Slayer: Kimetsu no Yaiba Mugen Train Arc - Mark Lesser como Satoru Gojo — Jujutsu Kaisen (cour 2) - Brieuc Lemaire como Vanitas — The Case Study of Vanitas - Alexis Thomassian como Ombre — Ranking of Kings - Nancy Philippot como Raphtalia — The Rising of the Shield Hero - Olivier Premel como Takemichi Hanagaki —Tokyo Revengers                      |
| MELHOR PERFORMANCE (ALEMÃO) René Dawn-Claude como Satoru Gojo — Jujutsu Kaisen (cour 2) - Torsten Münchow como Conde de Monte Cristo — The Count of Monte Cristo - Florian Knorn como Tai Yagami — Digimon Adventure: Last Evolution Kizuna — - Rieke Werner como Sakura Matou — Fate/stay night: Heaven's Feel III. spring song - Marios Gavrilis como Dio Brando — Jojo's Bizarre Adventure: Phantom Blood - Tommy Morgenstern como Galo — Promare                                       | MELHOR PERFORMANCE (RUSSO) Islam Gandzhaev como Tanjiro Kamado — Demon Slayer -Kimetsu no Yaiba- The Movie: Mugen Train - Vlad Tokarev como Eren — Attack on Titan Final Season Part 1 - Olga Matskevich como Mire Yoshizuki — Looking For Magical DoReMi - Polina Rtischeva como Luffy — One Piece - Elizaveta Sheikh como Kumoko — So I'm a Spider, So What? - Tatyana Shamarina como Vivy — Vivy: Fluorite Eye's Song            |

| Nomeações | Anime                                                                   |
| --------- | ----------------------------------------------------------------------- |
| 16        | Jujutsu Kaisen (cour 2)                                                 |
| 11        | ODDTAXI                                                                 |
| 11        | Wonder Egg Priority                                                     |
| 11        | Attack on Titan Final Season Part 1                                     |
| 9         | Demon Slayer: Kimetsu no Yaiba Mugen Train Arc e The Movie: Mugen Train |
| 6         | Ranking of Kings                                                        |
| 6         | Tokyo Revengers                                                         |
| 6         | Vivy -Fluorite Eye's Song-                                              |
| 5         | 86: Eighty-Six                                                          |
| 5         | SK8 the Infinity                                                        |
| 4         | Fruits Basket The Final Season                                          |
| 4         | Miss Kobayashi's Dragon Maid S                                          |
| 4         | So I'm a Spider, So What?                                               |
| 3         | BEASTARS                                                                |
| 3         | Evangelion: 3.0+1.0 Thrice Upon a Time                                  |
| 3         | Komi Can't Communicate                                                  |
| 3         | MEGALOBOX 2: NOMAD                                                      |
| 2         | DON'T TOY WITH ME, MISS NAGATORO                                        |
| 2         | Digimon Adventure: Last Evolution Kizuna                                |
| 2         | Horimiya                                                                |
| 2         | Kageki Shojo!!                                                          |
| 2         | Mushoku Tensei: Jobless Reincarnation Cour 1                            |
| 2         | One Piece                                                               |
| 2         | The Case Study of Vanitas                                               |
| 2         | Sonny Boy                                                               |
| 2         | To Your Eternity                                                        |

| Prêmios | Anime                                                                   |
| ------- | ----------------------------------------------------------------------- |
| 8       | Demon Slayer: Kimetsu no Yaiba Mugen Train Arc e The Movie: Mugen Train |
| 6       | Jujutsu Kaisen (cour 2)                                                 |
| 4       | Attack on Titan Final Season Part 1                                     |
| 2       | ODDTAXI                                                                 |

### 2023
A 7ª premiação Crunchyroll Anime Awards concedeu os melhores animes de 2022. Foi apresentada por Sally Amaki e Jon Kabira em Tóquio no dia 4 de março de 2023. Nesta edição, algumas categorias foram removidas (Melhor Casal, Melhor Garoto, Melhor Garota, Melhor Cena de Luta, Melhor Antagonista e Melhor Protagonista) e outras foram adicionadas (Melhor Canção de Anime, Melhor Série em Andamento, Melhor Anime Original, Melhor Personagem Precioso, Melhor Personagem Principal, Melhor Personagem Secundário, Melhor Série Nova.
| Indicados e Vencedores | Indicados e Vencedores |
| --- | --- |
| ANIME DO ANO Cyberpunk: Edgerunners - Shingeki no Kyojin (4.ª temporada) - Parte 2 - Kimetsu no Yaiba: Arco do Distrito do Entretenimento - Lycoris Recoil - Ōsama Ranking (cour 2) - Spy × Family | |
| MELHOR ANIME DE ROMANCE Kaguya-sama: Love Is War -Ultra Romantic- - Call of the Night - Komi-san wa komyushou desu - Love After World Domination - Sono Bisque Doll wa Koi o Suru - Kawaii dake ja Nai Shikimori-san | MELHOR ANIME DE DRAMA Shingeki no Kyojin (4.ª temporada) - Parte 2 - 86: Eighty-Six Parte 2 - Cyberpunk: Edgerunners - Dance Dance Danseur - Kotaro Vai Morar Sozinho - Made in Abyss: The Golden City of the Scorching Sun |
| MELHOR ANIME DE AÇÃO Kimetsu no Yaiba: Arco do Distrito do Entretenimento - Shingeki no Kyojin (4.ª temporada) - Parte 2 - Cyberpunk: Edgerunners - JoJo's Bizarre Adventure: Stone Ocean - Lycoris Recoil - Spy × Family | MELHOR ANIME DE FANTASIA Kimetsu no Yaiba: Arco do Distrito do Entretenimento - Made in Abyss: The Golden City of the Scorching Sun - Mushoku Tensei: Jobless Reincarnation (Parte 2 da 1ª temporada) - Ōsama Ranking (cour 2) - Overlord IV - As Memórias de Vanitas (cour 2) |
| MELHOR ANIME DE COMÉDIA Spy × Family - Kaguya-sama: Love Is War -Ultra Romantic- - Kotaro Vai Morar Sozinho - Sono Bisque Doll wa Koi o Suru - O Tio de Outro Mundo - Ya Boy Kongming! | MELHOR FILME Jujutsu Kaisen 0 - Bubble - Dragon Ball Super: Super Hero - Inu-Oh - One Piece Film: Red - The Deer King |
| MELHOR PERSONAGEM PRINCIPAL Eren Jaeger — Shingeki no Kyojin (4.ª temporada) - Parte 2 - Bojji - Ōsama Ranking (cour 2) - Chisato Nishikigi - Lycoris Recoil - David Martinez - Cyberpunk: Edgerunners - Loid Forger - Spy × Family - Marin Kitagawa - Sono Bisque Doll wa Koi o Suru | MELHOR PERSONAGEM SECUNDÁRIO Anya Forger - Spy × Family - Ai Hayasaka - Kaguya-sama: Love Is War -Ultra Romantic- - Kage - Ōsama Ranking (cour 2) - Rebecca - Cyberpunk: Edgerunners - Tengen Uzui - Kimetsu no Yaiba: Arco do Distrito do Entretenimento - Yor Forger - Spy × Family |
| MELHOR SÉRIE NOVA Spy × Family - Call of the Night - Cyberpunk: Edgerunners - Lycoris Recoil - Sono Bisque Doll wa Koi o Suru - Ya Boy Kongming! | MELHOR SÉRIE EM ANDAMENTO One Piece - Shingeki no Kyojin (4.ª temporada) - Parte 2 - Kimetsu no Yaiba: Arco do Distrito do Entretenimento - Kaguya-sama: Love Is War -Ultra Romantic- - JoJo's Bizarre Adventure: Stone Ocean - Made in Abyss: The Golden City of the Scorching Sun |
| MELHOR ABERTURA "The Rumbling," SiM, Shingeki no Kyojin (4.ª temporada) - Parte 2 - "Chikichiki Banban," QUEENDOM, Ya Boy Kongming! - "Mixed Nuts," Official HIGE DANdism, Spy × Family - "Naked Hero," Vaundy, Ōsama Ranking (cour 2) - "This Fffire," Franz Ferdinand, Cyberpunk: Edgerunners - "Zankyousanka," Aimer, Kimetsu no Yaiba: Arco do Distrito do Entretenimento                                                                                    | MELHOR ENCERRAMENTO "Comedy," Gen Hoshino, Spy × Family - "Akuma no Ko," Ai Higuchi, Shingeki no Kyojin (4.ª temporada) - Parte 2 - "My Heart Has Surrendered," Airi Suzuki, Kaguya-sama: Love Is War -Ultra Romantic- - "Koi no yukue," Akari Akase, Sono Bisque Doll wa Koi o Suru - "Koshaberibiyori," FantasticYouth, Komi-san wa komyushou desu - "Yofukashino Uta," Creepy Nuts, Call of the Night                          |
| MELHOR CENA DE LUTA Yuji Itadori & Nobara Kugisaki vs. Eso & Kechizu — Jujutsu Kaisen (cour 2) - Eren Jaeger vs. War Hammer Titan — Attack on Titan Final Season Part 1 - Naruto Uzumaki vs. Isshiki Otsutsuki — Boruto: Naruto Next Generations - Yuji Itadori & Aoi Todo vs. Hanami — Jujutsu Kaisen (cour 2) - Elma vs. Tohru — Miss Kobayashi's Dragon Maid S - Vivy vs. Yugo Kakitani — Vivy: Fluorite Eye's Song                                           | MELHOR TRILHA-SONORA Kohta Yamamoto e Hiroyuki Sawano - Shingeki no Kyojin (4.ª temporada) - Parte 2 - Akira Yamaoka, Cyberpunk: Edgerunners - Kimetsu no Yaiba: Arco do Distrito do Entretenimento - Kevin Penkin, Made in Abyss: The Golden City of the Scorching Sun - (K)NoW NAME, Spy × Family - Genki Hikota (Hifumi, Inc.), Ya Boy Kongming!                                                                               |
| MELHOR ANIMAÇÃO Kimetsu no Yaiba: Arco do Distrito do Entretenimento - Akebi's Sailor Uniform - Shingeki no Kyojin (4.ª temporada) - Parte 2 - Cyberpunk: Edgerunners - Ōsama Ranking (cour 2) - Spy × Family | MELHOR DIREÇÃO Haruo Sotozaki - Kimetsu no Yaiba: Arco do Distrito do Entretenimento - Hiroyuki Imaishi - Cyberpunk: Edgerunners - Kazuhiro Furuhashi - Spy × Family - Shingo Adachi - Lycoris Recoil - Yosuke Hatta - Ōsama Ranking (cour 2) - Yuichiro Hayashi - Shingeki no Kyojin (4.ª temporada) - Parte 2 |
| PERSONAGEM MAIS PRECIOSO Anya Forger - Spy × Family - Bojji - Ōsama Ranking (cour 2) - Kage - Ōsama Ranking (cour 2) - Komi Shouko - Komi-san wa komyushou desu - Kotaro Sato - Komi-san wa komyushou desu - Marin Kitagawa - Sono Bisque Doll wa Koi o Suru | MELHOR DESIGN DE PERSONAGENS Akira Matsushima — Kimetsu no Yaiba: Arco do Distrito do Entretenimento - Cyberpunk: Edgerunners - JoJo's Bizarre Adventure: Stone Ocean - Sono Bisque Doll wa Koi o Suru - Ōsama Ranking (cour 2) - Spy × Family |
| MELHOR PERFORMANCE (PORTUGUÊS BRASILEIRO) Nina Carvalho - Anya Forger, em Spy × Family - Yan Gesteira - Ashito Aoi, em Aoashi - Charles Emmanuel - Kazuya, em Kanojo, Okarishimasu (2ª temporada) - Mariana Dondi - Nagatoro, em Ijiranaide, Nagatoro-san - Pedro Alcântara - Yuta Okkotsu, em Jujutsu Kaisen 0 - Antônio Moreno - Heihachi Mishima, em Tekken: Bloodline                                                                                        | MELHOR MÚSICA DE ANIME "The Rumbling," SiM - Shingeki no Kyojin (4.ª temporada) - Parte 2 - "Chikichiki Banban," QUEENDOM - Ya Boy Kongming! - "Comedy," Gen Hoshino - Spy × Family - "My Nonfiction," Miyuki Shirogane - Kaguya-sama: Love Is War -Ultra Romantic- - "New Genesis," Ado - One Piece Film: Red - "Shall We Dance?," ReoNa - Shadows House (2ª temporada)                                                          |
| MELHOR PERFORMANCE (JAPONÊS) Yūki Kaji - Eren, em Shingeki no Kyojin (4.ª temporada) - Parte 2 - Atsumi Tanezaki - Anya Forger, em Spy × Family - Chika Anzai - Chisato Nishikigi, em Lycoris Recoil - Fairouz Ai - Jolyne Cujoh, em JoJo's Bizarre Adventure: Stone Ocean - Misaki Kuno - Faputa and Irumyuui, em Made in Abyss: The Golden City of the Scorching Sun - Natsuki Hanae - Tanjiro Kamado, em Kimetsu no Yaiba: Arco do Distrito do Entretenimento | MELHOR PERFORMANCE (INGLÊS) Zach Aguilar - David Martinez, em Cyberpunk: Edgerunners - Amanda Lee (AmaLee) - Marin Kitagawa, em Sono Bisque Doll wa Koi o Suru - Cherami Leigh - Kotaro Sato, em Kotaro Vai Morar Sozinho - Natalie Van Sistine - Yor Forger, em Spy × Family - SungWon Cho (AKA ProZD) - Kage, em Ōsama Ranking (cour 2) - Zeno Robinson - Gamma 2, em Dragon Ball Super: Super Hero                             |
| MELHOR PERFORMANCE (CASTELHANO) Jaime Pérez de Sevilla - Yuta Okkotsu, em Jujutsu Kaisen 0 - Lourdes Fabrés - Jolyne, em JoJo's Bizarre Adventure: Stone Ocean - Alejandro Albaiceta - Gohan, em Dragon Ball Super: Super Hero - Marc Gómez - Daida, em Ōsama Ranking (Parte 1) - Masumi Mutsuda - Yatora Yaguchi, em Blue Period - Mónica Padrós - Hiling, em Ōsama Ranking (Parte 1)                                                                           | MELHOR PERFORMANCE (ITALIANO) Elisa Giorgio - Maki Zen'in, em Jujutsu Kaisen (1ª temporada) - Andrea La Greca - Rengoku, em Kimetsu no Yaiba: Mugen Ressha-hen - Andrea Oldani - Daida, em Ōsama Ranking (Parte 1) - Deborah Morese, Marin Kitagawa, em Sono Bisque Doll wa Koi o Suru - Giulia Maniglio - Riku, em Made in Abyss: The Golden City of the Scorching Sun - Simone Lupinacci - Shoyo Hinata, em Haikyu!! To the Top |
| MELHOR PERFORMANCE (ESPANHOL) Alejandro Orozco - Gyutaro, em Kimetsu no Yaiba: Arco do Distrito do Entretenimento - Diana Castañeda - Chisato Nishikigi, em Lycoris Recoil - Elizabeth Infante - Chika Fujiwara, em Kaguya-sama: Love is War Ultra Romantic - Erika Langarica - Marin Kitagawa, em Sono Bisque Doll wa Koi o Suru - Miguel de León - Loid Forger, em Spy × Family - Víctor Hugo Aguila - Ains Ooal Gown, em Overlord IV                          | MELHOR PERFORMANCE (FRANCÊS) Brigitte Lecordier - Bojji, em Ōsama Ranking (cour 2) - Alexis Tomassian - Kage, em Ōsama Ranking (cour 2) - Dorothée Pousséo - Lucy, em Cyberpunk: Edgerunners - Geneviève Doang - Vladilena Milizé, em 86: Eighty-Six Parte 2 - Laure Filiu - Jolyne Cujoh, em JoJo's Bizarre Adventure: Stone Ocean - Martin Faliu - Miyuki, em Kaguya-sama: Love Is War -Ultra Romantic-                         |
| MELHOR PERFORMANCE (ALEMÃO) Nicolás Artajo - Yūta Okkotsu, em Jujutsu Kaisen 0 - Jannik Endemann - Ritsuka Uenoyama, em Given - Gabrielle Pietermann - Marin Kitagawa, em Sono Bisque Doll wa Koi o Suru - Lara Trautmann - Belle, em Belle - Torsten Michaelis - Askeladd, em Vinland Saga (1ª temporada) - Uwe Thomsen - Jotaro Kujo, em JoJo's Bizarre Adventure: Diamond Is Unbreakable                                                                      | MELHOR PERFORMANCE (ÁRABE) Amal Hawija - Gon, em Hunter × Hunter - Adel Abo Hassoon - Kage, em Ōsama Ranking (cour 2) - Amal Saadalden - Conan, em Detective Conan: The Bride of Shibuya - Mohja AlSheak - Izuku Midoriya, em Boku no Hero Academia (1ª temporada) - Naji Makhoul - Ichigo Kurosaki, em Bleach - Ula Zidan - Marin Kitagawa, em Sono Bisque Doll wa Koi o Suru                                                    |

### 2024
A 8ª premiação Crunchyroll Anime Awards concedeu os melhores animes de 2023. A cerimônia foi realizada em 2 de março de 2024 e teve a segunda temporada de Jujutsu Kaisen como destaque. Houve participações de Hiroyuki Sawano e Kohta Yamamoto apresentando a nova música tema do evento.
| Indicados e Vencedores | Indicados e Vencedores |
| --- | --- |
| ANIME DO ANO Jujutsu Kaisen (2ª temporada) - Bocchi the Rock! - Chainsaw Man - Kimetsu no Yaiba: Arco da Vila dos Ferreiros - Oshi no Ko - Vinland Saga (2ª temporada) | |
| MELHOR ANIME DE ROMANCE Horimiya: The Missing Pieces - Kimi wa Hōkago Insomunia - Watashi no Shiawase na Kekkon - Yamada-kun to Lv999 no Koi o Suru - Skip and Loafer - Tomo-chan Is a Girl! | MELHOR FILME Suzume - Black Clover: A Espada do Rei Mago - Blue Giant - Kaguya-sama: Love Is War -The First Kiss That Never Ends- - Psycho-Pass: Providence - The First Slam Dunk |
| MELHOR ANIME DE AÇÃO Jujutsu Kaisen (2ª temporada) - Shingeki no Kyojin (Final Season THE FINAL CHAPTERS Special 1) - Bleach: Thousand-Year Blood War – The Separation - Chainsaw Man - Kimetsu no Yaiba: Arco da Vila dos Ferreiros - One Piece | MELHOR ANIME DE FANTASIA Kimetsu no Yaiba: Arco da Vila dos Ferreiros - Hell's Paradise - Mashle: Magia e Músculos - Mushoku Tensei: Jobless Reincarnation (3ª temporada) - Ōsama Ranking: The Treasure Chest of Courage - Maho Tsukai no Yome (2ª Temporada) |
| MELHOR ANIME DE COMÉDIA Spy × Family (1ª temporada, Cour 2) - Bocchi the Rock! - Buddy Daddies - Mashle: Magia e Músculos - Urusei Yatsura - 100 Coisas para Fazer antes de Virar Zumbi | MELHOR ANIME DE DRAMA Shingeki no Kyojin (Final Season THE FINAL CHAPTERS Special 1) - Tengoku Daimakyou: Ilusão Celestial - Meu Casamento Feliz - Oshi no Ko - Fumetsu no Anata e (2ª temporada) - Vinland Saga (2ª temporada) |
| MELHOR PERSONAGEM PRINCIPAL Monkey D. Luffy – One Piece - Bocchi (Hitori Goto) – Bocchi the Rock! - Denji – Chainsaw Man - Eren Jaeger – Shingeki no Kyojin (Final Season THE FINAL CHAPTERS Special 1) - Mob (Shigeo Kageyama) – Mob Psycho 100 III - Thorfinn – Vinland Saga (2ª temporada) | MELHOR PERSONAGEM SECUNDÁRIO Satoru Gojo – Jujutsu Kaisen (2ª temporada) - Arataka Reigen – Mob Psycho 100 III - Hange Zoe – Shingeki no Kyojin (Final Season THE FINAL CHAPTERS Special 1) - Kana Arima – Oshi no Ko - Power – Chainsaw Man - Suguru Geto – Jujutsu Kaisen (2ª temporada) |
| MELHOR SÉRIE NOVA Chainsaw Man - Bocchi the Rock! - Tengoku Daimakyou: Ilusão Celestial - Hell’s Paradise - Oshi no Ko - 100 Coisas para Fazer antes de Virar Zumbi | MELHOR SÉRIE EM ANDAMENTO One Piece - Shingeki no Kyojin (Final Season THE FINAL CHAPTERS Special 1) - Kimetsu no Yaiba: Arco da Vila dos Ferreiros - Jujutsu Kaisen (2ª temporada) - Spy × Family (1ª temporada, Cour 2) - Vinland Saga (2ª temporada) |
| MELHOR ABERTURA "Where Our Blue Is" –– Tatsuya Kitani – Jujutsu Kaisen (2ª temporada) - "Idol" – Yoasobi – Oshi no Ko - "innocent arrogance" - BiSH – Tengoku Daimakyou: Ilusão Celestial - "KICK BACK" – Kenshi Yonezu – Chainsaw Man - "Song of the Dead" - Kana-Boon – 100 Coisas para Fazer antes de Virar Zumbi - "WORK" – Ringo Shiina e Millennium Parade – Hell’s Paradise                    | MELHOR ENCERRAMENTO "Akari" –– Soshi Sakiyama – Jujutsu Kaisen (2ª temporada) - "Happiness of the Dead" - Shiyui – 100 Coisas para Fazer antes de Virar Zumbi - "HAWATARI NIOKU CENTI (2-hundred-million-centimeter-long blades)" - Maximum the Hormone – Chainsaw Man - "Koi Kogare" - milet × Man with a Mission – Kimetsu no Yaiba: Arco da Vila dos Ferreiros - "Mephisto" – QUEEN BEE – Oshi no Ko - "color" - Yama – Spy × Family (1ª temporada, Cour 2) |
| MELHOR ANIME ORIGINAL Buddy Daddies - Akiba Maid War - BIRDIE WING -Golf Girls' Story (2ª temporada) - Do It Yourself!! - Mobile Suit Gundam the Witch from Mercury - The Marginal Service | MELHOR TRILHA-SONORA Shingeki no Kyojin (Final Season THE FINAL CHAPTERS Special 1) - Bocchi the Rock! - Chainsaw Man - Kimetsu no Yaiba: Arco da Vila dos Ferreiros - Oshi no Ko - Suzume |
| MELHOR MÚSICA DE ANIME "Idol" – Yoasobi – Oshi no Ko - "KICK BACK" – Kenshi Yonezu – Chainsaw Man - "Seisyun Complex" – Kessoku Band – Bocchi the Rock! - "Suzume" – Radwimps feat. toaka – Suzume - "Where Our Blue Is" –– Tatsuya Kitani – Jujutsu Kaisen (2ª temporada) - "WORK" – Ringo Shiina e Millennium Parade – Hell’s Paradise                                                              | MELHOR DIREÇÃO DE ARTE Kimetsu no Yaiba: Arco da Vila dos Ferreiros - Chainsaw Man - Hell's Paradise - Jujutsu Kaisen (2ª temporada) - Oshi no Ko - 100 Coisas para Fazer antes de Virar Zumbi |
| MELHOR ANIMAÇÃO Kimetsu no Yaiba: Arco da Vila dos Ferreiros - Shingeki no Kyojin (Final Season THE FINAL CHAPTERS Special 1) - Chainsaw Man - Jujutsu Kaisen (2ª temporada) - Mob Psycho 100 III - Trigun Stampede | MELHOR DIREÇÃO Shota Goshozono – Jujutsu Kaisen (2ª temporada) - Yuichiro Hayashi – Shingeki no Kyojin (Final Season THE FINAL CHAPTERS Special 1) - Keiichiro Saito – Bocchi the Rock! - Ryu Nakayama – Chainsaw Man - Hirotaka Mori – Tengoku Daimakyou: Ilusão Celestial - Daisuke Hiramaki – Oshi no Ko |
| PERSONAGEM MAIS PRECIOSO Anya Forger – Spy × Family (1ª temporada, Cour 2) - Hitori Gotoh (Bocchi) – Bocchi the Rock! - Bojji – Ōsama Ranking: The Treasure Chest of Courage - Miri Unasaka – Buddy Daddies - Pochita - Chainsaw Man - Suletta Mercury – Mobile Suit Gundam the Witch from Mercury | MELHOR DESIGN DE PERSONAGENS Jujutsu Kaisen (2ª temporada) - Chainsaw Man - Kimetsu no Yaiba: Arco da Vila dos Ferreiros - Hell’s Paradise - Oshi no Ko - Trigun Stampede |
| MELHOR SLICE OF LIFE Bocchi the Rock! - Do It Yourself!! - Horimiya: The Missing Pieces - Kimi wa Hōkago Insomunia - Yamada-kun to Lv999 no Koi o Suru - Skip and Loafer | MELHOR CINEMATOGRAFIA Jujutsu Kaisen (2ª temporada) - Shingeki no Kyojin (Final Season THE FINAL CHAPTERS Special 1) - Chainsaw Man - Kimetsu no Yaiba: Arco da Vila dos Ferreiros - Tengoku Daimakyou: Ilusão Celestial - Vinland Saga (2ª temporada) |
| MELHOR PERFORMANCE (PORTUGUÊS BRASILEIRO) Léo Rabelo (Satoru Gojo) – Jujutsu Kaisen (2ª temporada) - Amanda Brigido (Tomo Aizawa) – Tomo-chan Is a Girl! - Erick Bougleux (Kazuma) – KONOSUBA -God's blessing on this wonderful world!- Legend of Crimson - Guilherme Briggs (Brook) – One Piece - Luisa Viotti (Makima) – Chainsaw Man - Vagner Fagundes (Arataka Reigen) – Mob Psycho 100 III       | MELHOR PERFORMANCE (JAPONÊS) Yuuichi Nakamura (Satoru Gojo) – Jujutsu Kaisen (2ª temporada) - Atsumi Tanezaki (Anya Forger) – Spy × Family (1ª temporada, Cour 2) - Kikunosuke Toya (Denji) – Chainsaw Man - Mayumi Tanaka (Monkey D. Luffy) – One Piece - Yoshino Aoyama (Bocchi) – Bocchi the Rock! - Yūki Kaji (Eren Jaeger) – Shingeki no Kyojin (Final Season THE FINAL CHAPTERS Special 1)                                                               |
| MELHOR PERFORMANCE (CASTELHANO) Joel Gómez Jimenez (Denji) - Chainsaw Man - David Brau (Senku Ishigami) – Dr. Stone: New World - David Flores (Dot Barrett) – Mashle: Magia e Músculos - Majo Montesinos Guzmán (Anya Forger) – Spy × Family (1ª temporada, Cour 2) - María Luisa Marciel (Power) – Chainsaw Man - Marta Moreno (UTA) – One Piece Film: Red                                           | MELHOR PERFORMANCE (ITALIANO) Mosè Singh (Denji) – Chainsaw Man - Alessio De Filippis (Kirito) – Sword Art Online The Movie - Progressive: Scherzo of Deep Night - Benedetta Ponticelli (Makima) – Chainsaw Man - Diego Baldoin (Takenori Akagi) – The First Slam Dunk - Federica Simonelli (Uta) – One Piece Film: Red - Max Di Benedetto (Boxxo) – Jidouhanbaiki ni Umarekawatta Ore wa Meikyū o Samayou                                                     |
| MELHOR PERFORMANCE (ESPANHOL) Emilio Treviño (Denji) - Chainsaw Man - Armando Corona Ibarrola (Muichiro Tokito) - Kimetsu no Yaiba: Arco da Vila dos Ferreiros - Gerardo Ortega (Mash Burnedead) – Mashle: Magia e Músculos - José Gilberto Vilchis (Satoru Gojo) - Jujutsu Kaisen (2ª temporada) - Manuel Campuzano (Arataka Reigen) - Mob Psycho 100 III - Nycolle González (Suzume Iwato) - Suzume | MELHOR PERFORMANCE (INGLÊS) Ryan Colt Levy (Denji) – Chainsaw Man - Abby Trott (Nezuko Kamado) – Kimetsu no Yaiba: Arco da Vila dos Ferreiros - Austin Tindle (Millions Knives) – Trigun Stampede - Johnny Yong Bosch (Ichigo Kurosaki) – Bleach: Thousand-Year Blood War – The Separation - Lexi Nieto (Tomo Aizawa) – Tomo-chan Is a Girl! - Marisa Duran (Sagiri Yamada Asaemon) – Hell's Paradise                                                          |
| MELHOR PERFORMANCE (ALEMÃO) Franziska Trunte (Power) – Chainsaw Man - Emilia Raschewski (Suzume Iwato) – Suzume - Franciska Friede (Chise Hatori) – Maho Tsukai no Yome - Pascal Breuer (Arataka Reigen) – Mob Psycho 100 III - Patrick Baehr (Gen Asagiri) – Dr. Stone: New World - Patrick Keller (Akira Tendou) – Zom 100: Bucket List of the Dead                                                 | MELHOR PERFORMANCE (ÁRABE) Taleb Alrefai (Senku Ishigami) – Dr. Stone - Basil Alrefai (Vegeta) – Dragon Ball Super - Hiba Snobar (Anya Forger) – Spy × Family (1ª temporada, Cour 1) - Mohammad Dal'o (Arataka Reigen) – Mob Psycho 100 - Ra'fat Bazo (Son Goku) – Dragon Ball Super - Rosie Yaziji (Rimuru Tempest) – Tensei Shitara Slime Datta Ken (1ª temporada)                                                                                           |

### 2025
A 9ª premiação Crunchyroll Anime Awards concedeu os melhores animes de 2024. A cerimônia foi realizada em 25 de maio de 2025 e teve Solo Leveling como destaque. A premiação contou com shows de Flow, LiSA, e Creepy Nuts; além de uma participação de Pabllo Vittar.
| Indicados e Vencedores | Indicados e Vencedores |
| --- | --- |
| ANIME DO ANO Solo Leveling - Dandadan - Dungeon Meshi - Frieren e a Jornada para o Além - Kaiju No. 8 - Diários de uma Apotecária | |
| MELHOR ANIME DE ROMANCE Ao no Hako - A Sign of Affection - Makeine: Too Many Losing Heroines! - Ranma 1/2 - Scott Pilgrim Takes Off - Boku no Kokoro no Yabai Yatsu - 2ª Temporada | MELHOR FILME Look Back - Haikyu!! The Dumpster Battle - Mononoke - O Filme: O Fantasma na Chuva - My Hero Academia: You’re Next - SPY x FAMILY CÓDIGO: Branco - The Colors Within |
| MELHOR ANIME DE AÇÃO Solo Leveling - Bleach: Thousand-Year Blood War - The Conflict - Dandadan - Kimetsu no Yaiba - Arco do Treinamento Hashira - Kaiju No. 8 - Wind Breaker | MELHOR ANIME ISEKAI Re:Zero – Começando uma Vida em Outro Mundo - Kono Subarashii Sekai ni Shukufuku o! 3 - Mushoku Tensei: Jobless Reincarnation - 2ª Temporada, Cour 2 - Shangri-La Frontier - 2ª Temporada - Suicide Squad ISEKAI - Tensei Shitara Slime Datta Ken - 3ª Temporada |
| MELHOR ANIME DE COMÉDIA Mashle: Magia e Músculos - Arco do Exame de Seleção Visionária Divina - Dungeon Meshi - Kono Subarashii Sekai ni Shukufuku o! 3 - Shikanoko Nokonoko Koshitantan - Ranma 1/2 - Spy x Family - 2ª Temporada | MELHOR ANIME DE DRAMA Frieren e a Jornada para o Além - A Sign of Affection - Dead Dead Demon's Dededede Destruction - Oshi no Ko - 2ª Temporada - Pluto - Diários de uma Apotecária |
| MELHOR PERSONAGEM PRINCIPAL Sung Jinwoo – Solo Leveling - Frieren - Frieren e a Jornada para o Além - Kafka Hibino - Kaiju No. 8 - Okarun - Dandadan - Maomao - Diários de uma Apotecária - Momo - Dandadan | MELHOR PERSONAGEM SECUNDÁRIO Fern – Frieren e a Jornada para o Além - Himmel - Frieren e a Jornada para o Além - Jinshi - Diários de uma Apotecária - Seiko - Dandadan - Senshi - Dungeon Meshi - Turbo Granny - Dandadan |
| MELHOR SÉRIE ESTREANTE Solo Leveling - Dandadan - Dungeon Meshi - Frieren e a Jornada para o Além - Kaiju No. 8 - Diários de uma Apotecária | MELHOR CONTINUAÇÃO Kimetsu no Yaiba: Arco do Treinamento Hashira - Bleach: Thousand-Year Blood War - The Conflict - My Hero Academia - 7ª Temporada - One Piece - Oshi no Ko - 2ª Temporada - Spy x Family - 2ª Temporada |
| MELHOR ABERTURA "Otonoke" – Creepy Nuts – Dandadan - "Abyss" - Yungblud - Kaiju No. 8 - "Bling-Bang-Bang-Born"" - Creepy Nuts - Mashle: Magia e Músculos - Arco do Exame de Seleção Visionária Divina - "Fatal" - GEMN - Oshi no Ko - 2ª temporada - "LEveL" - SawanoHiroyuki[nZk] & Tomorrow X Together - Solo Leveling - "UUUUUS!" - Hiroshi Kitadani - One Piece                                           | MELHOR ENCERRAMENTO "request" – Krage – Solo Leveling - "Antanante" - riria. - Ranma 1/2 - "Burning" - Hitsujibungaku - Oshi no Ko - 2ª temporada - "KAMAKURA STYLE" - BotchiBoromaru - Nige Jouzu no Wakagimi - "Nobody" - OneRepublic - Kaiju No. 8 - "TAIDADA" - ZUTOMAYO - Dandadan |
| MELHOR ANIME ORIGINAL Ninja Kamui - Buuchigiri?! - Girls Band Cry - Yoru no Kurage wa Oyogenai - Metallic Rouge - Shuumatsu Train Doko e Iku? | MELHOR TRILHA-SONORA Hiroyuki Sawano - Solo Leveling - Shiro Sagisu - Bleach: Thousand-Year Blood War - The Conflict - Kensuke Ushio - Dandadan - Yuki Kajiura & Go Shiina - Kimetsu no Yaiba: Arco do Treinamento Hashira - Evan Call - Frieren e a Jornada para o Além - Haruka Nakamura - Look Back                                                                                        |
| MELHOR MÚSICA DE ANIME "Otonoke" – Creepy Nuts – Dandadan - "Abyss" - Yungblud - Kaiju No. 8 - "Bling-Bang-Bang-Born" - Creepy Nuts - Mashle: Magia e Músculos: Arco do Exame de Seleção Visionária Divina - "Fatal" - GEMN - Oshi no Ko - 2ª Temporada - "LEveL - SawanoHiroyuki[nZk] & TOMORROW X TOGETHER - Solo Leveling - "The Brave" - Yoasobi - Frieren e a Jornada para o Além                        | MELHOR CENÁRIO ARTÍSTICO Frieren e a Jornada para o Além - Dandadan - Dungeon Meshi - Kimetsu no Yaiba: Arco do Treinamento Hashira - Pluto - Diários de uma Apotecária |
| MELHOR ANIMAÇÃO Kimetsu no Yaiba: Arco do Treinamento Hashira - Dandadan - Dungeon Meshi - Frieren e a Jornada para o Além - Kaiju No. 8 - Solo Leveling | MELHOR DIREÇÃO Keiichirou Saitou– Frieren e a Jornada para o Além - Fuga Yamashiro - Dandadan - Haruo Sotozaki - Kimetsu no Yaiba: Arco do Treinamento Hashira - Megumi Ishitani - One Piece Fan Letter - Norihiro Naganuma - Diários de uma Apotecária - Yoshihiro Miyajima - Dungeon Meshi                                                                                                  |
| PERSONAGEM MAIS PRECIOSO Anya Forger – Spy × Family - 2ª temporada - Frieren - Frieren e a Jornada para o Além - Okarun - Dandadan - Senshi - Dungeon Meshi - Tokiyuki Hojo - Nige Jozu no Wakagimi - Yuki Itose - A Sign of Affection | MELHOR DESIGN DE PERSONAGENS Dandadan - Dungeon Meshi - Kimetsu no Yaiba: Arco do Treinamento Hashira - Frieren e a Jornada para o Além - Kaiju No. 8 - Diários de uma Apotecária |
| MELHOR SLICE OF LIFE Makeine: Too Many Losing Heroines! - Yuru Camp - 3ª Temporada - Kyuujitsu no Warumono-san - Shikanoko Nokonoko Koshitantan - Hibike! Euphonium 3 - Boku no Kokoro no Yabai Yatsu - 2ª Temporada | MELHOR PERFORMANCE (HINDI) Lohit Sharma (Satoru Gojo) Jujutsu Kaisen - 2ª temporada - Abhishek Sharma (Einar) - Vinland Saga - 2ª Temporada - Natasha John (Frieren) - Frieren e a Jornada para o Além - Rajesh Shukla (Sung Jinwoo) - Solo Leveling - Ranjit R Tiwari (Yoichi Isagi) - Ao no Hako - 2ª Temporada - Rushikesh Phunse (Kafka Hibino) - Kaiju No. 8                             |
| MELHOR PERFORMANCE (PORTUGUÊS BRASILEIRO) Charles Emmanuel (Sung Jinwoo) – Solo Leveling - Bruna Laynes (Marcille) - Dungeon Meshi - Celso Henrique (Sunraku) - Shangri-La Frontier- 1ª Temporada - Gigi Patta (Maomao) - Diários de uma Apotecária - Heitor Assali (Reno Ichikawa) - Kaiju No. 8 - Pedro Azevedo (Dot Barrett) - Mashle: Magia e Músculos - Arco do Exame de Seleção Visionária Divina       | MELHOR PERFORMANCE (JAPONÊS) Aoi Yuki (Maomao) – Diários de uma Apotecária - Atsumi Tanezaki - (Frieren) Frieren e a Jornada para o Além - Kenichi Suzumura (Bravern) - Brave Bang Bravern! - Shion Wakayama (Momo) - Dandadan - Sayaka Sembongi (Marcille) - Dungeon Meshi - Natsuki Hanae (Okarun) - Dandadan                                                                               |
| MELHOR PERFORMANCE (CASTELHANO) Masumi Mutsuda (Sung Jinwoo) - Solo Leveling - Ainhoa Maiquez (Miyo Saimori) - Watashi no Shiawase na Kekkon - Clara Schwarze (Akane Tendo) - Ranma 1/2 - Jorge Peña (Senshi) - Dungeon Meshi - Mario Ballart (Kafka Hibino) - Kaiju No. 8 - Sandra Villa (Frieren) - Frieren e a Jornada para o Além                                                                         | MELHOR PERFORMANCE (ITALIANO) Ilaria Pellicone (Kyomoto) – Look Back - Alessandro Pili (Kenma Kozume) - Haikyu!!: The Dumpster Battle - Andrea Oldani (Jinshi) – Diários de uma Apotecária - Katia Sorrentino (Neia Baraja) – Overlord: O Reino Sagrado - Martina Felli (Frieren) – Frieren e a Jornada para o Além - Mattia Bressan (Kafka Hibino) – Kaiju No. 8                             |
| MELHOR PERFORMANCE (ESPANHOL) Miguel Ángel Leal (Eren Jaeger) - Attack on Titan Final Season THE FINAL CHAPTERS Special 2 - Alicia Vélez (Momo)Dandadan - Desireé González (Maomao) Diários de uma Apotecária - Erika Ugalde (Frieren) - Frieren e a Jornada para o Além - Luis Leonardo Suárez (Muzan Kibutsuji) - Kimetsu no Yaiba: Arco do Treinamento Hashira - Omar Sánchez (Kafka Hibino) - Kaiju No. 8 | MELHOR PERFORMANCE (INGLÊS) Aleks Le (Sung Jinwoo) – Solo Leveling - AJ Beckles (Okarun) - Dandadan - Jessie James Grelle (Armin Arlelt) - Attack on Titan Final Season THE FINAL CHAPTERS Special 2 - Mallorie Rodak (Frieren) - Frieren e a Jornada para o Além - Sarah Natochenny (Alya) - Tokidoki Bosotto Russia-go de Dereru Tonari no Alya-san - Sung Won Cho (Senshi) - Dungeon Meshi |
| MELHOR PERFORMANCE (ALEMÃO) Daniel Schlauch (Monkey D. Luffy) – One Piece - Felix Kamin (Kafka Hibino) - Kaiju No. 8 - Florian Knorn (Ranma Saotome) - Ranma 1/2 - Franciska Friede (Momo) - Dandadan - Jörg Hengstler (Kogoro Mori) - Detective Conan: Kurogane no Submarine - Magdalena Höfner (Marcille) - Dungeon Meshi                                                                                   | MELHOR PERFORMANCE (ÁRABE) Hiba Snobar (Anya Forger) - Spy x Family - 2ª Temporada - Basil Al-Rifai (Loid Forger) - Spy x Family - 2ª Temporada - Julien Chaaya (Isagi) - Ao no Hako - 2ª Temporada - Lama AlSayyagh (Marcille) - Dungeon Meshi - Mohammed Sami (Rin) - Ao no Hako - 2ª Temporada - Nawar AlMahairi (Laios) - Dungeon Meshi                                                   |